# Oliver Hart
Oliver Simon D'Arcy Hart (* 9. října 1948) je americký ekonom a profesor na Harvardově univerzitě. Spolu s Bengtem R. Holmströmem získal Nobelovu cenu za ekonomii pro rok 2016.
Oliver Hart se narodil Philipu D'Arcy Hart, výzkumníku v oblasti zdravotnictví, a Ruth Mayerové, gynekoložce, v Británii. Jeho rodiče jsou Židé, přičemž jeho otec pochází ze šlechtické rodiny. Je vnukem Samuela Montaga (1832-1911), prvního barona ze Swaythlingu, liberálního poslance a zakladatele banky Samuel Montagu & Co., která je dnes součástí HSBC.
Hart získal v roce 1969 titul B.A. v matematice na King's College v Cambridgi. Jeho spolužákem byl na příklad bývalý guvernér Banky Anglie Mervyn King. Dále získal v roce 1972 titul M.A. v ekonomice na University of Warwick a Ph.D. v ekonomice na Princeton University v roce 1974. Po ukončení svých studiích byl nejprve přednášejícím na Churchill College v Cambridgi a poté se stal profesorem na London School of Economics. V roce 1984 se vrátil do Spojených států, kde začal učit na Massachusetts Institute of Technology. Od roku 1993 učí na Harvard University, kde se v roce 1997 stal prvním Andrew E. Furer profesorem ekonomie. V letech 2000 až 2003 byl vedoucím ekonomického oddělení univerzity. Je členem mnoha vědeckých společností, na příklad Americké akademie umění a věd nebo Britské akademie, a držitelem několika čestných doktorátů.
Hart je expertem v oblasti teorie smluv, teorie firem, podnikových financí a v oboru práva a ekonomie. Ve svém výzkumu se zabývá především rolí vlastnické struktury a smluvních dohod a jejich vlivu na vedení korporací. Dvakrát vystoupil jako vládní expert v soudních sporech s velkými korporacemi.
Za své dílo v oblasti teorie smluv byl v roce 2016 oceněn Nobelovou cenou za ekonomii.
Oliver Hart má americké občanství. Jeho manželkou je Rita. B. Goldbergová, profesorka literatury na Harvardu a autorka Motherland: Growing Up With the Holocaust, memoárové knihy o holocaustu druhé generace – tedy dětí přeživších vyhlazovacích táborů. Hart a jeho manželka mají dva syny.